# ロバート・テイト・マッケンジー
ロバート・テイト・マッケンジー（Robert Tait McKenzie RCA、姓は MacKenzieとも、1867年5月26日 - 1938年4月28日）は、カナダ生まれの、医師、大学教授、彫刻家である。健康増進プログラム作成の先駆者であるとともに、独学の彫刻家としても活動した。

## 略歴
カナダのオンタリオ州、ラナーク郡のRamsay（現在はMississippi Millsの一部）で生まれた。バスケット・ボールの考案した教育者のジェームズ・ネイスミス(1861-1939)は同郷の知り合いであった。1885年にマギル大学に入学し 、陸上競技などのスポーツに熱中し、175cmの走り高跳びの記録を樹立し、ハードル競技やフットボール、綱引き競技などに参加し 、マギル大学で最も優れた運動選手に贈られる金メダル(Wickstead gold medal)を受賞した。
1892年にマギル大学医学修士課程、医学博士課程を卒業した後、モントリオール総合病院(Montreal General Hospital)でインターンシップを務めた。医師として経験を積みマギル大学で解剖学の教員などを務め、1894年から15か月ほど、カナダ総督アバディーン侯爵の家庭医となり総督の私邸で様々なカナダの政治家とも交流した。
1890年代にマギル大学に独立した体育学部の設立を求める運動をするが、大学から資金不足を理由に断られ、妥協案として、1898年に大学はマッケンジーをフィジカルトレーニングの管理者(Medical Director of Physical Training)に任命した。マッケンジーは運動する頻度で、学生を3つのグループに分け、それぞれの運動プログラムを作成した。大学の許可を得て新入生の健康診断を開始した。
大学の仕事の息抜きに水彩画を描くようになり、小さなスケッチブックを持ち歩き、興味のあるものを見つけるとスケッチするようになり、解剖学の知識や競技者の鍛えられた肉体や動きを表現するために彫刻を制作するようになった。
独学の彫刻として、疲れ切った運動選手の顔の表情を彫刻にし、1900年に生理学の専門誌に激しい運動と顔の表情についての学術論文も発表した。大学の運動選手の身体寸法測定の結果から「Sprinter」という彫刻作品を始め多くの彫刻作品を制作した。
1904年にアメリカのフィラデルフィアのペンシルバニア大学の常任教員に任じられ、体育部長として、健康と運動に関する研究と実践をする機会が与えられた。フィラデルフィアではスカウト運動の創設者であるロバート・ベーデン＝パウエル卿と協力し、スカウト運動に貢献した。後にマッケンジーが制作した彫刻像「The Ideal Scout」は各地に設置されている。
1907年にイギリスへの船旅で知り合ったカナダ生まれの音楽教師のエセル・オニール(Ethel O'Neil: 1880–1952)と知り合い結婚した。1912年ストックホルムオリンピックの芸術競技の造形部門に彫刻作品を出展した。
第一次世界大戦が始まると、イギリス軍の医療部隊やカナダ、アメリカの機能回復施設と協力し、戦傷者の治療やリハビリ方法を研究や実践に貢献した。1928年にカナダ王立美術アカデミー(Royal Canadian Academy of Arts )のフェローに選ばれた。1930年にペンシルバニア大学を辞職し、しばしばカナダに滞在した。1932年ロサンゼルスオリンピックの芸術競技の彫金(メダル)部門に作品を出展し、銅メダルを受賞した。
1938年にフィラデルフィアで亡くなった。

## 作品

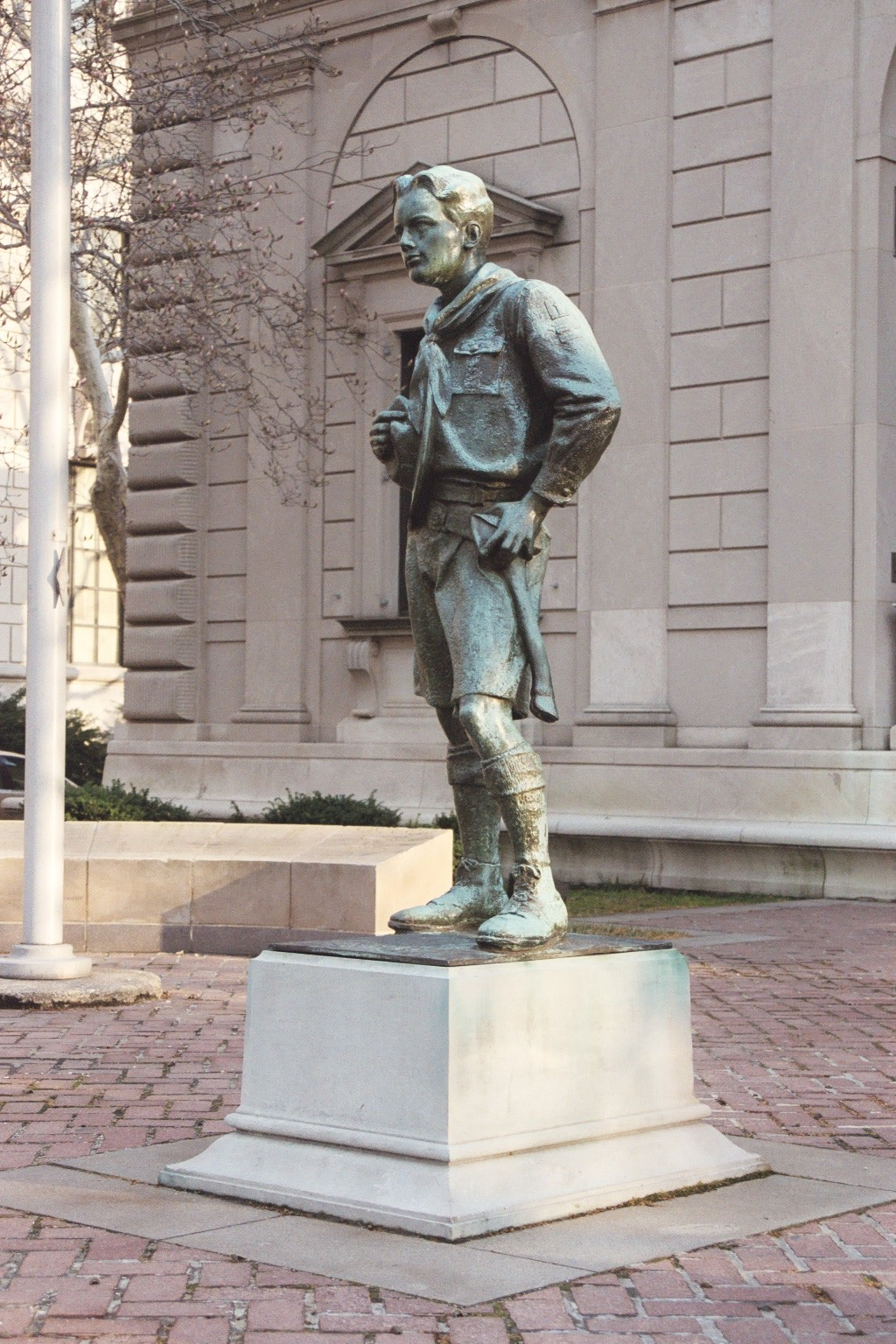
フィラデルフィアの「The Ideal Scout」)(1837)
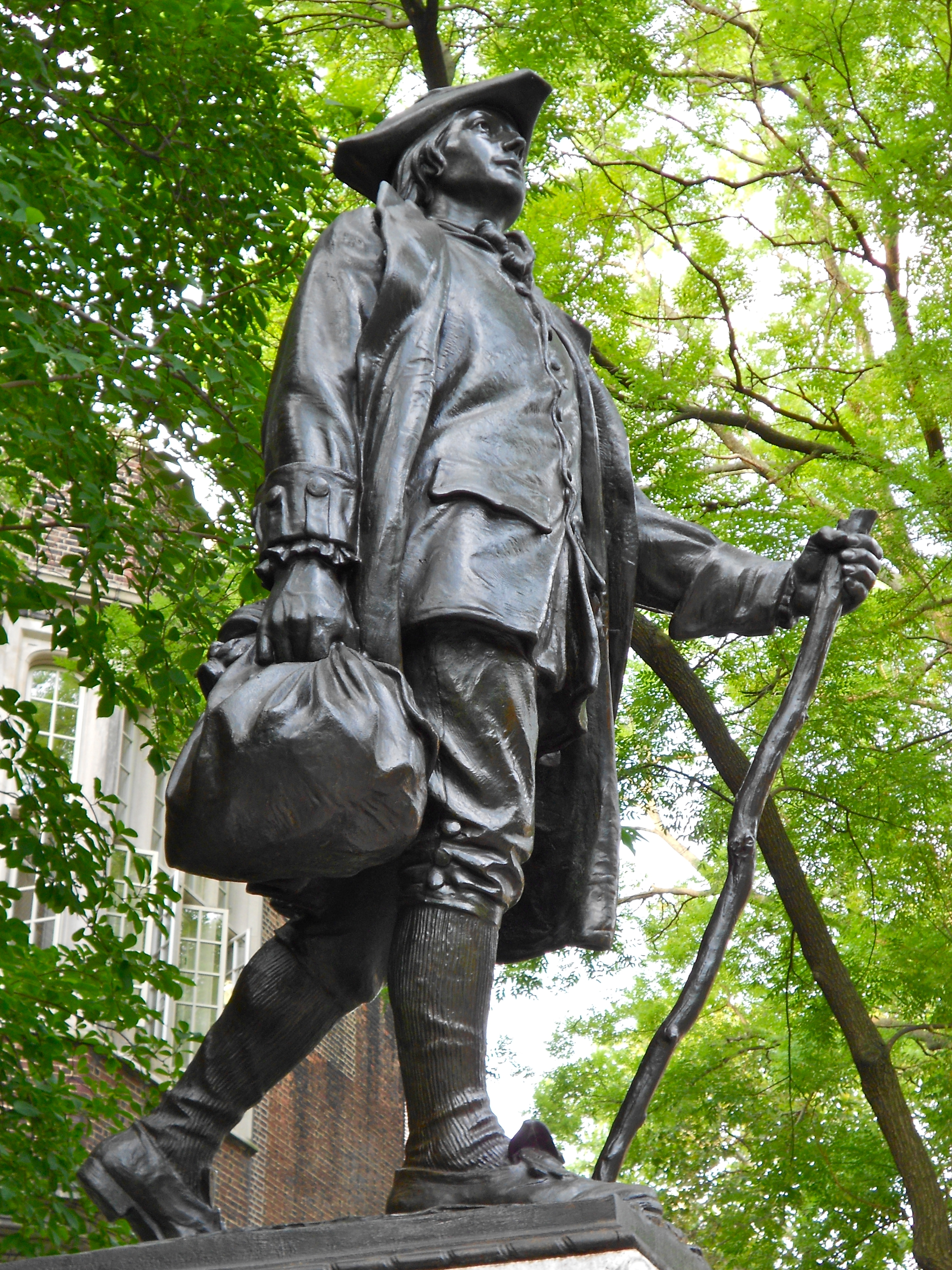
ペンシルバニア大学のベンジャミン・フランクリン
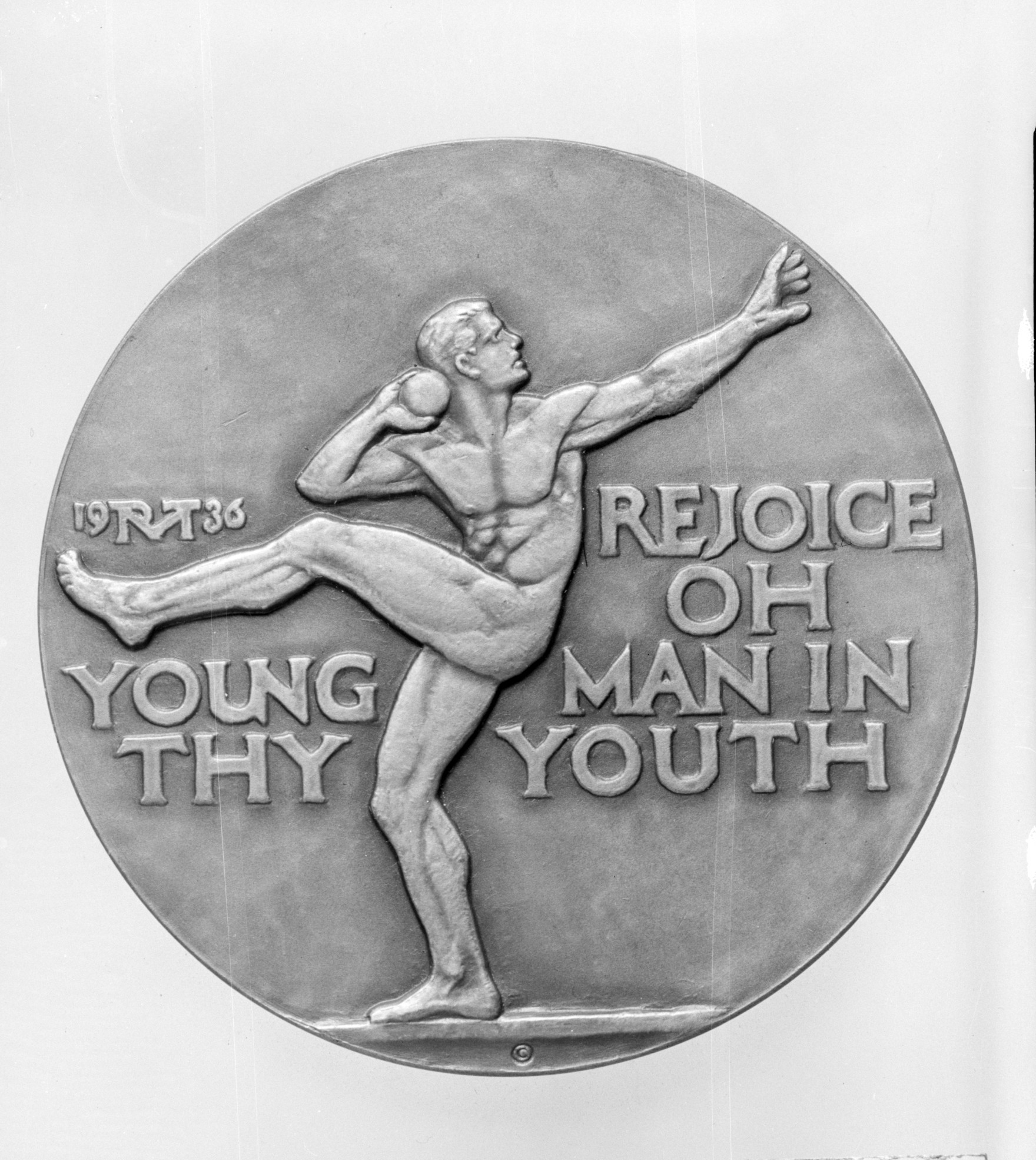
彫金作品 (1936)
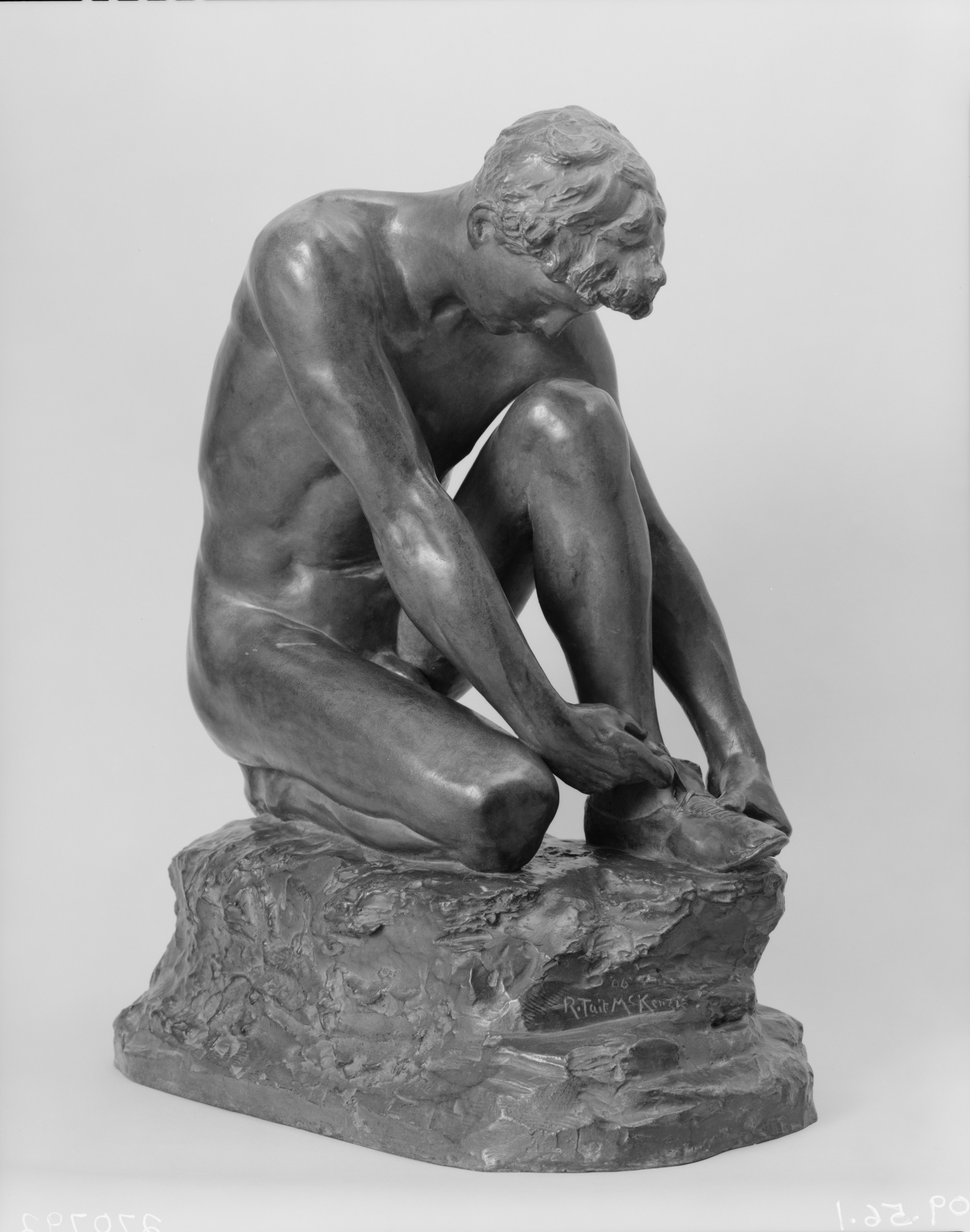
"Competitor" (1906) メトロポリタン美術館